# Mercedes Brignone
Mercedes Brignone (Madrid, 18 maggio 1885 – Milano, 24 giugno 1967) è stata un'attrice italiana di teatro, cinema e televisione.

## Biografia
Figlia dell'attore Giuseppe Brignone, e sorella di Guido (regista cinematografico, a sua volta padre dell'attrice Lilla Brignone), esordì da bambina nella compagnia del padre; fu una vivace attrice brillante. Nel 1903 sposò l'attore Uberto Palmarini con il quale lavorava nella stessa compagnia.
Numerose le sue interpretazioni sul grande schermo, in trent'anni di carriera, passando anche dal muto al cinema sonoro, soprattutto nel filone dei cosiddetti telefoni bianchi. Nel 1930 fu nel cast del primo film sonoro italiano: La canzone dell'amore.
Sempre impegnata col teatro, nel secondo dopoguerra l'attrice girò l'Italia con una serie di compagnie particolarmente versate nel genere brillante: lavorò anche con Ruggero Ruggeri e Tino Carraro.
Qualche anno prima di morire prese parte allo spettacolo musicale Biblioteca di Studio Uno (1964) per la televisione.

## Prosa radiofonica Eiar
- Esmeralda, commedia di Giacinto Gallina, trasmessa il 24 gennaio 1936

## Prosa radiofonica RAI
- La frontiera, commedia di Leopoldo Trieste, regia di Enzo Ferrieri, trasmessa il 11 settembre 1946
- Aurelia di Giuseppe Lanza, regia di Enzo Ferrieri, trasmessa l'11 luglio 1949.
- Erano tutti miei figli, di Arthur Miller, regia di Umberto Benedetto, trasmessa il 21 maggio 1951
- L'ereditiera, commedia di Ruth e Goetz, regia di Renzo Ricci, trasmessa il 14 giugno 1951
- La luce delle scale, radiodramma di Vito Taverna, regia di Sandro Bolchi, trasmessa il 1 luglio 1959.

## Prosa televisiva Rai
- Romanticismo di Gerolamo Rovetta, regia di Silverio Blasi, trasmessa il 14 maggio 1954.
- Martina, commedia di Jean Jacques Bernard, regia di Mario Ferrero, trasmessa il 16 luglio 1954
- Gli alberi muoiono in piedi, di Alessandro Casona, regia di Claudio Fino, trasmessa 30 settembre 1955.
- Romanzo, di Edward Sheldon, regia di Daniele D'Anza, trasmessa il 5 ottobre 1956.
- Pane altrui di Ivan Turgenev, regia di Tatiana Pavlova, trasmessa il 22 giugno 1957.
- L'importanza di essere Franco di Oscar Wilde, regia di Mario Ferrero, trasmessa nel 1958.

## Filmografia

Mercedes Brignone e Dria Paola in La canzone dell'amore

- Il re dell'Atlantico, regia di Baldassarre Negroni (1914)
- Tragica missione, regia di Ugo Gracci (1915)
- La Gioconda, regia di Eleuterio Rodolfi (1916)
- Amleto, regia di Eleuterio Rodolfi (1917)
- Nerone, regia di Alessandro Blasetti (1930)
- La canzone dell'amore, regia di Gennaro Righelli (1930)
- Corte d'Assise, regia di Guido Brignone (1930)
- Rubacuori, regia di Guido Brignone (1931)
- Stella del cinema, regia di Mario Almirante (1931)
- Teresa Confalonieri, regia di Guido Brignone (1934)
- Seconda B, regia di Goffredo Alessandrini (1934)
- La marcia nuziale, regia di Mario Bonnard (1935)
- Il serpente a sonagli, regia di Raffaello Matarazzo (1935)
- L'antenato, regia di Guido Brignone (1936)
- Vivere!, regia di Guido Brignone (1936)
- Il marchese di Ruvolito, regia di Raffaello Matarazzo (1939)
- Torna caro ideal, regia di Guido Brignone (1939)
- Il documento, regia di Mario Camerini (1939)
- Cenerentola e il signor Bonaventura, regia di Sergio Tofano (1942)
- La primadonna, regia di Ivo Perilli (1942)
- Sant'Elena, piccola isola, regia di Umberto Scarpelli e Renato Simoni (1943)
- Il fiore sotto gli occhi, regia di Guido Brignone (1944)
- Lorenzaccio, regia di Raffaello Pacini (1953)
- Petrolini film di montaggio (1952)
- Vacanze d'inverno, regia di Camillo Mastrocinque (1959)